# Huis Voorstonden

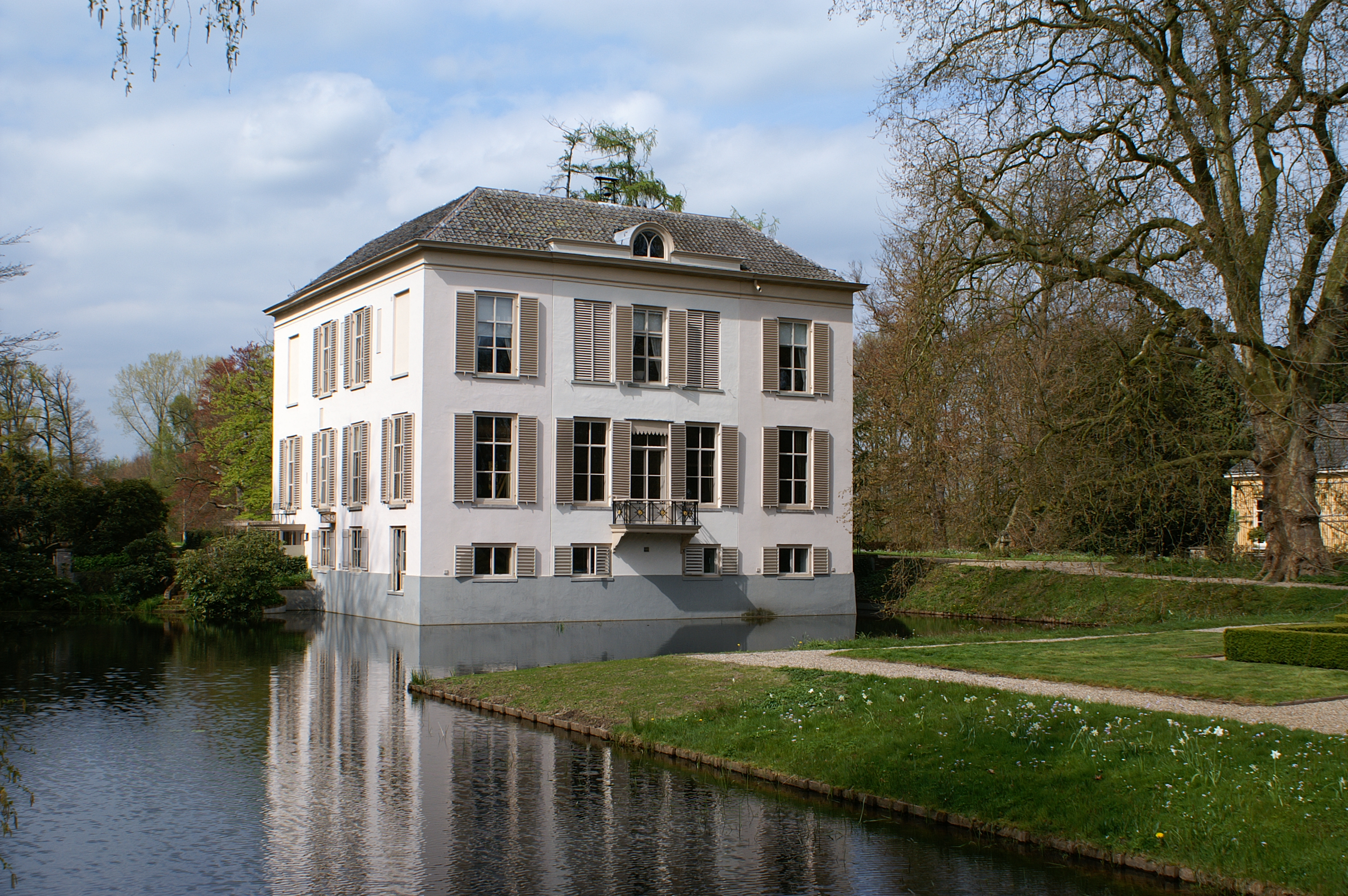

Huis Voorstonden is een buitenplaats in de plaats Brummen, in de Nederlandse provincie Gelderland. De omliggende buurtschap Voorstonden is naar het landgoed vernoemd.
Het landgoed stamt oorspronkelijk uit de middeleeuwen en de grachten werden in de 16e eeuw aangelegd. Het huidige, witgepleisterde huis is het resultaat van vergaande verbouwingen in 1825. Bij die verbouwingen werd ook een Engels park aangelegd naar ontwerp van Jan David Zocher, met grote vijvers en landschappelijke vormen. De zuidelijke tuin werd aan het begin van de 20e eeuw ontworpen door Leonard Springer en recent hersteld. Deze tuin wordt gekenmerkt door geometrische vormen en veelvuldig gebruik van rozen en buxus. Op het terrein bevinden zich verschillende monumentale bomen, waaronder een mammoetboom die (afhankelijk van het meetpunt) de dikste, of de op een na dikste mammoetboom van Nederland is.
Het landgoed was rond 1600 in het bezit van Gijsbert van Wisch tot Voorstonden. Via diens dochter Anna (†1656) kwam het in bezit van de familie Schimmelpenninck van der Oye. Tegenwoordig zijn het huis en de tuinen in particulier bezit en enkel op afspraak te bezichtigen. Het omliggende natuurgebied is in handen van Natuurmonumenten en maakt deel uit van het natura 2000-gebied Landgoederen Brummen.